# Martin Wiggemansen
Martin Wiggemansen (Amsterdam, 7 juni 1957 – aldaar, 19 augustus 2021) was een Nederlands voetballer, die onder meer uitkwam voor FC Amsterdam (1975-1980) en PEC (1984-1986).

## Loopbaan
Wiggemansen speelde van 1975 tot 1980 als linkerspits bij FC Amsterdam. Daarna werd hij aangetrokken door AFC Ajax, dat ongeveer 350.000 gulden voor de linksbenige aanvaller neertelde. In zijn eerste seizoen 1980/1981 speelde hij geregeld. Hij speelde onder meer drie wedstrijden voor Ajax in de Europacup 1. Hij scoorde hierin één doelpunt in het gewonnen returnduel thuis tegen Bayern München. Ook kwam hij uit in de verloren bekerfinale tegen AZ'67. Ajax eindigde als tweede in de eredivisie in juni 1981, na een tussenstand als achtste halverwege het seizoen in december 1980. In zijn tweede seizoen had  coach Kurt Linder weinig vertrouwen in zijn kunnen
en verdween hij naar de bank. Aan het einde van seizoen 1981/1982, waarin Ajax landskampioen werd, verruilde Wiggemansen Ajax voor het Zwitserse FC Lugano. Hij scoorde 32 goals in twee seizoenen. Twee jaar later keerde hij terug naar Nederland om uit te komen voor PEC Zwolle onder coach Co Adriaanse. Hij bleef er spelen tot en met het seizoen 1985/86, waarna hij stopte met professioneel voetbal.
Later keerde Wiggemansen terug bij de organisatie van de jeugdopleiding bij Ajax, waar hij teammanager was van het C1-team.
Wiggemansen werkte bij Delta Lloyd, woonde in Landsmeer en werd in 2020 ernstig ziek. Hij overleed in augustus 2021 op 64-jarige leeftijd.